# Ильясов, Арзулум Зиявдинович
Арзулум Зиявдинович Ильясов (1953—2005) — полковник МВД РФ, Герой Российской Федерации (2005).

## Биография
Арзулум Ильясов родился в селе Гуни Казбековского района Дагестана. Окончил среднюю школу и педагогическое училище. В 1971—1973 годах служил в Советской Армии. Демобилизовавшись, окончил Дагестанский государственный педагогический университет, работал водителем, учителем, заместителем директора средней школы. Позднее заведовал отделом Хасавюртовского райкома комсомола. Окончил юридический факультет Дагестанского государственного университета.
В 1983 году Ильясов пошёл на службу в органы Министерства внутренних дел СССР. Прошёл путь от рядового милиционера до командира роты полка патрульно-постовой службы. С марта 1993 года Ильясов служил в Специальном отряде быстрого реагирования, с 1995 года был его командиром (впоследствии отряд преобразован в Специальный отряд милиции особого назначения Республики Дагестан).
Ильясов и его отряд принимали участие во многих специальных операциях по ликвидации и задержанию бандитских формирований на Северном Кавказе. Так, он участвовал в захвате террористов, захвативших автобус с заложниками в Минеральных Водах, освобождал захваченных в заложники заключёнными сотрудников Махачкалинского следственного изолятора № 1, пассажиров рейсового автобуса Махачкала-Пятигорск. Кроме того, СОБР во главе с Ильясовым участвовал в боях за село Первомайское в январе 1996 года, отразив попытку чеченской банды прорваться на подмогу отряду Салмана Радуева. Когда началась Вторая чеченская война, СОБР Ильясова участвовал в боях со вторгшимися на территорию Дагестана сепаратистами, участвовал в освобождении села Карамахи.
15 января 2005 года во время специальной операции по обезвреживанию террористической группировки в Каспийске Ильясов с двумя бойцами погиб. Похоронен в Гуни.
Указом Президента Российской Федерации № 394 от 4 апреля 2005 года за «мужество и героизм, проявленные при выполнении специального задания» полковник милиции Арзулум Ильясов посмертно был удостоен высокого звания Героя Российской Федерации. Также был награждён двумя орденами Мужества, медалью ордена «За заслуги перед Отечеством» второй степени, медалями «За отвагу», «За безупречную службу» трех степеней. Золотая Звезда Героя — высший символ воинской доблести страны — была вручена его матери Хабизат Джамалудиновне. Ему установлен памятник, его именем названы улицы в Махачкале и Хасавюрте.